# Enicosanthum coriaceum
Enicosanthum coriaceum är en kirimojaväxtart som först beskrevs av Henry Nicholas Ridley, och fick sitt nu gällande namn av Airy Shaw. Enicosanthum coriaceum ingår i släktet Enicosanthum och familjen kirimojaväxter. Inga underarter finns listade i Catalogue of Life.